# برانتبییا

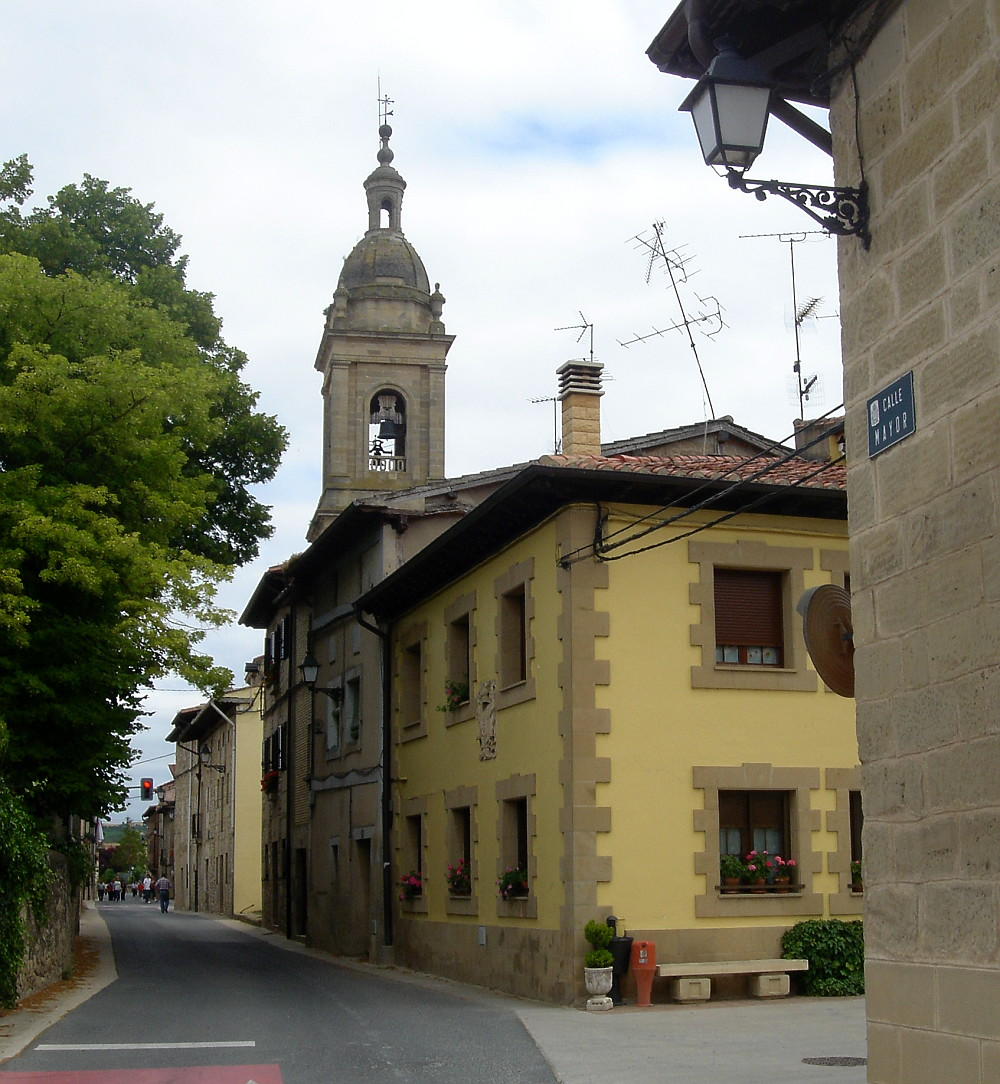
نمایی از ساختمان یک کلیسا در برانتبییا - ۲۰۰۸

برانتبییا دهستانی در استان آلابای اسپانیا است.
در این دهستان ۴۴۲ نفر زندگی می‌کنند. مساحت این دهستان ۳۵.۴۶ کیلومتر مربع است.

## مراجع
- نام، جمعیت و مساحت از درگاه ملی آمار (اسپانیا) گرفته شده است.